# Sumatroscirpus
Sumatroscirpus es un género monotípico de plantas herbáceas perteneciente a la familia de las ciperáceas. Su única especie, Sumatroscirpus junghuhnii, es originaria de Sumatra.

## Taxonomía
Sumatroscirpus junghuhnii fue descrita por (Miq.) Oteng-Yeb. y publicado en Notes from the Royal Botanic Garden, Edinburgh 33(2): 307. 1974.
Sinonimia
- Scirpus junghuhnii Miq.
- Scirpus junghuhnii var. minor Kük.	[2][3]